# Broughton-Archipel
Der Broughton-Archipel (englisch Broughton Archipelago) ist ein Archipel in den Küstengewässern der kanadischen Provinz British Columbia, zwischen Vancouver Island und den küstennahen Bergen der Northern Pacific Ranges auf dem Festland. Die Inselgruppe liegt am östlichen Ende der Königin-Charlotte-Straße, einem Teil des Pazifischen Ozeans, im Regional District of Mount Waddington. Außerdem wird die Inselgruppe dem Great Bear Rainforest zugerechnet.
Im Jahr 1792 erreichte der britische Entdecker George Vancouver, mit den Schiffen HMS Discovery und HMS Chatham, bei seiner Entdeckungsreise durch den pazifischen Nordwesten die Region. In den Gewässern vor dem heutigen Vancouver war er zuvor auf die spanischen Entdecker Dionisio Alcalá Galiano und Cayetano Valdés y Flores, mit deren Schiffen Sutil und Mexikana, getroffen. Die beiden Gruppen arbeiteten bei der Kartographierung der Gewässer zwischen dem Festland und Vancouver Island eine Zeit lang zusammen. Vor der Ankunft der Europäer war die Region des Broughton-Archipels Heimat der First Nations, im Wesentlichen verschiedener Gruppen der hier ansässigen Kwakwaka'wakw.

## Namensherkunft
George Vancouver benannte den Broughton-Archipel, ebenso wie die Broughton-Straße sowie die im Archipel liegende gleichnamige Insel und andere Orte, nach dem Kommandanten der HMS Chatham, dem britischen Marineoffizier William Robert Broughton.

## Inseln
Der Archipel umfasst zahlreiche größere und unzählige kleinere Inseln. Die größte Insel des Archipels ist dabei, mit einer Fläche von 384 km², Gilford Island. 
Die wesentlichen Inseln sind:
- Baker Island
- Bonwick Island
- Broughton Island
- Cormorant Island
- Crease Island
- Cracroft Islands mit 
  - East Cracroft Island und
  - West Cracroft Island
- Eden Island
- Gilford Island
- Hanson Island
- Harbledown Island
- Malcolm Island
- Midsummer Island
- Minstrel Island
- North Broughton Island
- Swanson Island
- Turnour Island
- Village Island
- Viscount Island
- Watson Island

## Wasserwege
Die Inselgruppe wird von zahlreichen Wasserwegen durchzogen. Von diesen sind die Johnstone Strait und der Knight Inlet die wichtigsten. 
Weitere Passagen und Kanäle sind:
- Beware Passage
- Broughton Strait
- Clio Channel
- Fife Sound
- Kingcome Inlet
- Retreat Passage
- Tribune Channel
- Wells Passage

## Bevölkerung
Außer auf Cormorant Island (Alert Bay) und Malcolm Island (Sointula) gibt es in der Inselgruppe keine offiziellen Gemeinden. 
Im Archipel gibt es mehrere Indian reserves der hier ursprünglich ansässigen First Nations, hauptsächlich der Kwakwaka'wakw.

## Schutzgebiete
Innerhalb des Archipels gibt es mehrere der Provincial Parks in British Columbia sowie weitere Schutzgebiete. Dazu gehören:
- Broughton Archipelago Marine Provincial Park
- Cormorant Channel Marine Provincial Park
- Echo Bay Marine Provincial Park

Zu den Schutzgebieten gehören, neben dem oben genannten Provinzparks sowie weiteren von BC Parks betreuten Schutzgebieten (wie dem Broughton Archipelago Conservancy oder dem „Polkinghorne Islands Conservancy“), auch verschiedene Zonen, in denen der Fischfang verboten ist.